# Sieglinde Hamacher
Sieglinde Hamacher (* 11. Juli 1936 als Sieglinde Rüger in Dresden; † 18. Dezember 2020 bei Stuttgart) war eine deutsche Filmregisseurin und Animatorin.

## Leben und Werk
Nach dem Abitur wollte Sieglinde Hamacher zunächst Bühnenbildnerin werden. Nach einer Ablehnung an der Dresdner Kunstakademie begann sie 1954 ein Volontariat bei einem Bühnenbildner der Landesbühnen Sachsen. Nach einem Jahr wechselte sie ans Staatstheater Dresden. Parallel besuchte sie einen Malkurs bei Jürgen Böttcher.
1956 begann Hamachers Arbeit bei der DEFA. Am DEFA-Studio für Trickfilme in Dresden war sie als Phasenzeichnerin beschäftigt. In dieser Position verantwortete sie mehrere Animationsfilme der Regisseurin Christl Wiemer. Weiterhin arbeitete sie unter anderem für die Regisseure Lothar Barke und Otto Sacher. Am Studio lernte sie auch den Kirchenmaler Will Hamacher (1917–1974) kennen, der ihr Ehemann wurde und mit dem sie ab 1971 mehrere gemeinsame Filme realisierte.
Hamachers Animationsfilme gelten als unkonventionell. Der Filmkritiker Ralf Schenk hält in seinem Nachruf auf Sieglinde Hamacher fest: „Ihr schwebten freche Parabeln vor, ästhetisch eigenwillige Allegorien, wie sie ihr in Jugoslawien, der Tschechoslowakei und Polen begegnet waren.“ Häufig bekam Hamacher dadurch Probleme mit den DDR-Kulturfunktonären. An Filmen wie Der Schafswolf oder Ein friedlicher Tag musste sie Änderungen vornehmen. 1982 erhielt Kontraste keine Kinozulassung – erst 1990 konnte die auf dem Märchen „Der Wassertropfen“ von Hans Christian Andersen basierende Produktion erstmals öffentlich gezeigt werden. Zu ihren erfolgreichsten Produktionen zählt der animierte Kurzfilm Die Lösung, der den Hauptpreis auf dem Internationalen Leipziger Festival für Dokumentar- und Animationsfilm gewann und zuvor bereits im Kurzfilmwettbewerb der Berlinale präsentiert wurde. 2010 lief der Film im Rahmen der Retrospektive „Play it Again...!“ erneut auf dem Festival.
Mit der Abwicklung der DEFA-Studios nach der Wiedervereinigung realisierte Hamacher keine eigenen Filmprojekte mehr und ging in den Vorruhestand. Viele Jahre gestaltete sie die kulturpolitische Gremienarbeit Sachsens aktiv mit. Hamacher wirkte in der Sächsischen Landesanstalt für privaten Rundfunk und neue Medien, war stellvertretende Vorsitzende des Filmverbands Sachsen und arbeitete im sächsischen Kultursenat sowie im Vergabeausschuss der Mitteldeutschen Medienförderung.

## Filmografie (Auswahl)
- 1979: Attentat
- 1981: Ein Käfig
- 1982: Kontraste (nicht zugelassen)
- 1984: Der Schafswolf
- 1985: Ein friedlicher Tag
- 1986: Die Wahrheit um den Froschkönig
- 1988: Sisyphos
- 1988: Die Lösung
- 1989: Gemäldegalerie
- 1989: Lebensbedürfnis oder Arbeit macht Spaß
- 1990: Kafkas Traum
- 1990: Okkupation

## Auszeichnungen
- 1981: Sonderpreis der Association internationale du film d’animation (ASIFA) für Ein Käfig
- 1988: Hauptpreis der Internationalen Jury auf dem Internationalen Leipziger Festival für Dokumentar- und Animationsfilm für Die Lösung
- 1990: Sonderpreis des Rats für gegenseitige Wirtschaftshilfe für Lebensbedürfnis oder: Arbeit macht Spaß